# Correio do Sul
Correio do Sul foi um jornal brasileiro publicado de maneira intermitente entre 1852 e 1880.
Sua primeira edição saiu em 14 de outubro de 1852, editado por Felipe de Oliveira Nery, em formato standard, com quatro páginas.
Após um período de inatividade, reiniciou sua publicação em 1865. Sua última fase, efêmera, iniciou em 23 de agosto de 1880, sob a direção de João Pinto da Fonseca Guimarães.